# Червона Гура (Свентокшиське воєводство)
Червона Гура (пол. Czerwona Góra) — село в Польщі, у гміні Садове Опатовського повіту Свентокшиського воєводства.
Населення — 109 осіб (2011).
У 1975-1998 роках село належало до Тарнобжезького воєводства.

## Демографія
Демографічна структура на день 31 березня 2011 року:
|          | Загалом | Допрацездатний вік | Працездатний вік | Постпрацездатний вік |
| -------- | ------- | ------------------ | ---------------- | -------------------- |
| Чоловіки | 58      | 2                  | 36               | 20                   |
| Жінки    | 51      | 3                  | 19               | 29                   |
| Разом    | 109     | 5                  | 55               | 49                   |